# 타이거 스타디움 (배턴루지)
타이거 스타디움(Tiger Stadium)은 미국 루이지애나주 배턴루지에 위치한 다목적 경기장이다. 2005년 허리케인 카트리나로 인해 뉴올리언스 세인츠의 임시 홈구장으로 사용했다.